# Ziridava subaequata
Ziridava subaequata là một loài bướm đêm trong họ Geometridae.